# Sportklub Sturm Graz 2011-2012

## Rosa
| N. |                                 | Ruolo | Calciatore          |
| -- | ------------------------------- | ----- | ------------------- |
| 1  | Austria (bandiera)              | P     | Christian Gratzei   |
| 2  | Georgia (bandiera)              | D     | Giorgi Popkhadze    |
| 4  | Austria (bandiera)              | D     | Dominic Pürcher     |
| 5  | Austria (bandiera)              | D     | Ferdinand Feldhofer |
| 6  | Austria (bandiera)              | C     | Manuel Weber        |
| 7  | Austria (bandiera)              | A     | Mario Haas          |
| 8  | Austria (bandiera)              | C     | Andreas Hölzl       |
| 9  | Austria (bandiera)              | C     | Haris Bukva         |
| 10 | Bosnia ed Erzegovina (bandiera) | C     | Samir Muratović     |
| 11 | Ungheria (bandiera)             | A     | Imre Szabics        |
| 12 | Serbia (bandiera)               | D     | Milan Dudić         |
| 13 | Austria (bandiera)              | D     | Thomas Burgstaller  |
| 14 | Austria (bandiera)              | C     | Florian Kainz       |
| 16 | Austria (bandiera)              | D     | Florian Neuhold     |

| N. |                     | Ruolo | Calciatore          |
| -- | ------------------- | ----- | ------------------- |
| 17 | Austria (bandiera)  | D     | Martin Ehrenreich   |
| 18 | Austria (bandiera)  | D     | Joachim Standfest   |
| 19 | Croazia (bandiera)  | A     | Darko Bodul         |
| 20 | Austria (bandiera)  | C     | Matthias Koch       |
| 21 | Austria (bandiera)  | C     | Dean Maric          |
| 22 | Croazia (bandiera)  | P     | Silvije Čavlina     |
| 23 | Austria (bandiera)  | D     | Stefan Stangl       |
| 24 | Austria (bandiera)  | A     | Roman Kienast       |
| 26 | Austria (bandiera)  | A     | Marvin Weinberger   |
| 27 | Austria (bandiera)  | C     | Christian Klem      |
| 28 | Austria (bandiera)  | C     | Jürgen Säumel       |
| 29 | Germania (bandiera) | C     | Sandro Foda         |
| 33 | Austria (bandiera)  | C     | Patrick Wolf        |
| 34 | Austria (bandiera)  | P     | Alexander Schachner |